# Алєксєєв Сергій Олегович
Сергі́й Оле́гович Алєксє́єв (нар. 9 лютого 1977, м. Київ) — український юрист та політик, народний депутат України ІХ скликання. Заслужений юрист України. Кандидат юридичних наук.

## Життєпис

### Освіта
З 1994 р. навчався на юридичному факультеті Київської академії праці та соціальних відносин (нині — Академія праці, соціальних відносин і туризму). 

### Кар'єра
НЕ одразу після закінчення Академії працював адвокатом з кримінальних справ. Згодом, продовжив свою кар'єру у «ТОВ Вербіс-ЛТД», де працював з 1992 р. по 2000 р.
З 2000 р. продовжив роботу в АБ «Енергобанк», де пройшов шлях від юриста-консультанта до керівника юридичного управління банку. Декількома роками пізніше Сергій Алєксєєв перейшов до «Київенерго», де одразу очолив юридичний департамент. Спеціалізація Сергія Олеговича - банківське та фінансове право, банкрутство та реструктуризація заборгованості, корпоративне право, злиття та поглинання. Юрист є членом Асоціації правників України та Міжнародної асоціації юристів, займається адвокатською практикою.
2003 року Сергій Алєксєєв спільно з юристом Сергієм Боярчуковим створили адвокатське об'єднання «ХХІ століття», яке спеціалізувалося на судовому вирішенні спорів. Через два роки партнери заснували юридичну компанію «Алєксєєв, Боярчуков та партнери» зі спеціалізацією на питаннях банкрутства та реструктуризації заборгованості, корпоративного управління, судового та арбітражного вирішення спорів.
У 2008—2009 рр., які стали роками системних економічних потрясінь і структурних перетворень в Україні, юридична компанія «Алєксєєв, Боярчуков та партнери» змогла стати лідером на ринку юридичних послуг з надання юридичної допомоги найбільшим банкам і компаніям з питань реструктуризації заборгованості та банкрутства, а також успішного судового вирішення спорів.
З 2012 р. «Алєксєєв, Боярчуков та партнери» є членом Європейської бізнес-асоціації, а також членом Американської торговельної палати в Україні
За версією Всеукраїнського щорічного конкурсу Союзу юристів України «Юрист року», Сергія Алєксєєва відзначено званням «Юрисконсульт року — 2012».

### Громадська діяльність
Алєксєєв Сергій Олегович президент громадської організації «Офіційний Фан-клуб братів Кличків» (з моменту заснування у 2011 р.).
Також, співзасновник Всеукраїнської громадської організації «Центр захисту прав іноземних інвесторів та протидії фінансовому шахрайству». Першим успішним соціальним проєктом в рамках діяльності Центру став випуск книги «10 практичних порад іноземному інвестору». Ця книга створена спеціально для іноземних інвесторів з метою показати проблеми, властиві виключно українському бізнесу, і допомогти їм не тільки не втратити інвестиції, а й примножити їх, тим самим розвиваючи економіку нашої країни.
У 2012 р., на День Конституції, Алєксєєв Сергій Олегович спільно з партнерами презентував Міні-Конституцію України. Це перша і поки єдина рукописна міні-версія Основного Закону на пострадянському просторі, розміром 3х2 сантиметри. На сьогодні книга подарована Державному музею книги і друкарства України як експонат. Проєкт був ініційований з метою залучення уваги громадськості до проблеми незнання Закону, адже правова грамотність — це невід'ємна частина життя людини в правовій державі.
В рамках благодійної діяльності компанія щорічно організовує поїздку в скейт-парк міста Славутич для молодих скейтбордистів. «Hook me up school bus» — це спортивний захід, спрямоване на підтримку молодих і талановитих скейтбордистів, а також пропаганду здорового способу життя. Завдання даного проєкту — забезпечити дітям можливість і умови для вдосконалення своїх навичок та вмінь на спеціальному майданчику під керівництвом старших товаришів. За два роки в проєкті взяли участь понад 60 дітей з Києва та Київської області, а також 10 найтитулованіших українських спортсменів, переможців українських та міжнародних змагань по скейтбордингу.
8 листопада 2013 р., в день 40-річчя кафедри господарського права юридичного факультету КНУ ім. Т. Г. Шевченка, юридична компанія «Алєксєєв, Боярчуков і партнери» опублікувала збірки робіт найвідоміших наукових діячів кафедри — Граціелли Василівни Пронської, Ігоря Гавриловича Побірченко та Анатолія Яковича Пилипенко. Всі три збірки отримали назву «Вибране», оскільки містять в собі раніше видані роботи викладачів, їх курси лекцій, автореферати дисертацій на здобуття наукових ступенів кандидата і доктора юридичних наук, а також монографії, які донині зберегли свою наукову і практичну актуальність.
Ініціатор першої всеукраїнської церемонії нагородження чемпіонів до 18 років — Junior Sports Awards. Номінантами премії стали переможці та призери головного старту сезону — літніх юнацьких Олімпійських ігор, що пройшли у серпні 2014 року в Нанкіні (Китай), а також чемпіони світових та європейських юніорських чемпіонатів.
З грудня 2014 р. Сергій Алєксєєв заступник голови Комітету з питань правової політики і правосуддя.
2014року обраний Головою Кіровоградської обласної організації партії «УДАР».
2019 року обраний народним депутатом України IX скликання від політичної партії «Європейська Солідарність» під 20 номером. Голова підкомітету з питань діяльності органів правопорядку Комітету Верховної Ради України з питань правоохоронної діяльності.
З 2019 року заступник члена Постійної делегації у Парламентській асамблеї Організації з безпеки та співробітництва в Європі.

### Політична діяльність
На позачергових виборах народних депутатів України 26 жовтня 2014 року Сергій Алєксєєв займав 55 номер у списку партії «Блок Петра Порошенка», яка набрала 21.82 % підтримки виборців. У Верховній Раді Сергій Алєксєєв продовжив свою роботу юриста як заступник голови Комітету з питань правової політики та правосуддя.
Керівник депутатської групи Верховної Ради України з міжпарламентських зв'язків з Італійською Республікою.
У 2019 році обраний народним депутатом України IX скликання від політичної партії «Європейська Солідарність» під 20 номером. Голова підкомітету з питань діяльності органів правопорядку Комітету Верховної Ради України з питань правоохоронної діяльності.
З 2019 року заступник члена Постійної делегації у Парламентській асамблеї Організації з безпеки та співробітництва в Європі.

### Кримінальне правопорушення
30 червня 2023 року СБУ спільно з ДБР задокументувала злочинні (за даними слідства) дії народного депутата Сергія Алєксєєва, який за 50 тис. дол США обіцяв громадянину Німеччини своє сприяння в уникненні екстрадиції. Для цього Сергій Алєксєєв збирався використати власні зв'язки у суді, щоб там скасували рішення Державної міграційної служби України про відмову у наданні іноземцю статусу біженця. За процесуального керівництва Офісу Генерального прокурора народному депутату України, голові підкомітету у Комітеті Верховної Ради України з питань правоохоронної діяльності повідомлено про підозру у шахрайстві (ч.4 ст. 190 КК України).
«За даними слідства, нардепутат шляхом обману заволодів грошовими коштами громадянина Німеччини у розмірі 50 тисяч доларів США. Зафіксовано одержання 30 тис. дол США. Попередньо, він отримав ще 20 тис. дол США»
«Європейська Солідарність» повідомила про нічні обшуки у народного депутата Сергія Алєксєєва. Як йдеться у заяві, «Євросолідарність» вважає це продовженням спрямованих провокацій і тиску на своїх представників. Сергій Алєксєєв та його адвокати заявили про фабрикацію кримінальної справи..

## Нагороди
- Заслужений юрист України (8 жовтня 2016) — за значний особистий внесок у розбудову правової держави, забезпечення захисту конституційних прав і свобод громадян, багаторічну сумлінну працю та високий професіоналізм[6]
- 2018 року отримав відзнаку Кавалера Ордену Зірки Італії від Президента Італійської Республіки Серджо Матарелли за стабільну підтримку культурного обміну між Україною та Італією

## Особисте життя
Одружений, має доньку.